# Museum Markt Kösching

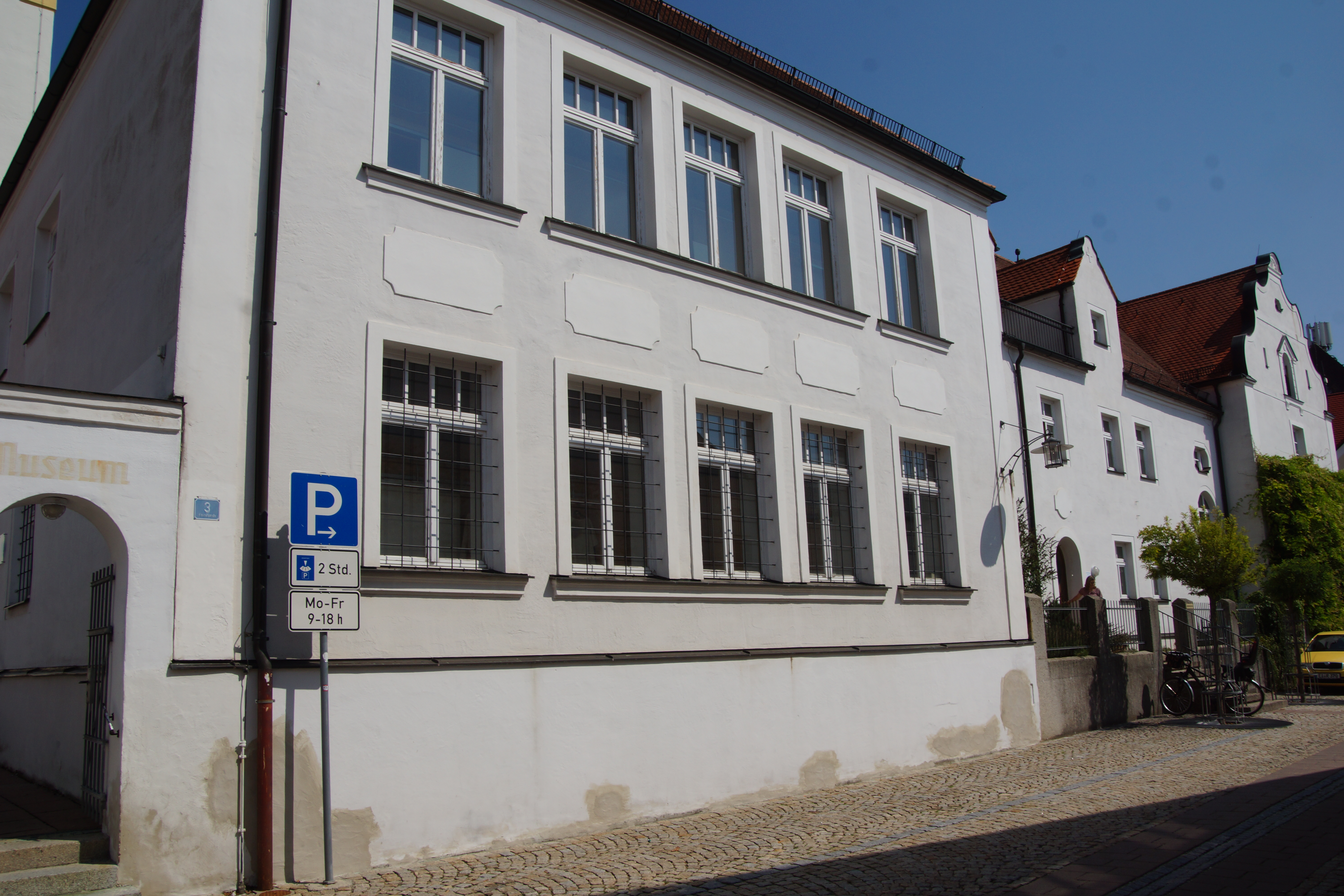
Das Museum Markt Kösching

Das Museum Markt Kösching ist ein archäologisches und volkskundliches Museum im oberbayerischen Markt Kösching im Landkreis Eichstätt. Die Ausstellung veranschaulicht die kontinuierliche Siedlungsgeschichte des Landkreises sowie das Leben seiner Menschen von der Altsteinzeit bis in die Gegenwart. 
Das Museum wurde vom Markt Kösching im ehemaligen Kloster der Armen Schulschwestern eingerichtet. Große Teile der archäologischen Bestände erwarb der Markt Kösching aus der Sammlung von Fritz Rose. Schwerpunkte der archäologischen Ausstellung sind die neolithischen Kulturen, Grab- und Siedlungsfunde der Bronze- und Eisenzeit, das römische Kastell Germanicum sowie die anschließende Besiedlung durch die Bajuwaren. Zu den Prunkstücken der Ausstellung gehören eine bisher einmalige Vierfachbestattung aus der Epoche der Schnurkeramik, Reste einer herrschaftlichen Bestattung aus der Hallstattzeit, der hervorragend erhaltene Köschinger Meilenstein aus dem Jahre 201 n. Chr. Die jüngere Geschichte wird im Obergeschoss präsentiert. Aus der Gründungszeit des Ortes ist neben einer merowingerzeitlichen Ringknaufspatha auch ein im Februar 1997 beim Ausbaggern des Köschinger Baches gefundenes Langschwert ausgestellt. Dieses wurde 2001 im Rahmen der BR-Antiquitätensendung Kunst und Krempel von den  Militariaexperten Johannes Willers und Jan K. Kube anhand der Proportion der Parierstange zur Klinge und der Form des Knaufs sowie der Länge als salisches Reiterschwert aus der Zeit um 1150 identifiziert. Das stark korrodierte und verbogene Fundstück wurde dann restauriert und dem Museum überlassen. Auf der nun fast wieder glänzenden 105 cm langen Damaszenerklinge sind auf der einen Seite ein Ornament und auf der anderen Seite Buchstaben in Tauschiertechnik zu sehen. Die noch entzifferbaren Buchstaben GIL(d) weisen auf einen Schmied namens Gicelin oder den Träger hin. Die weitere Geschichte Köschings wird durch das sich immer mehr spezialisierende Handwerk präsentiert. Ein eigener Raum thematisiert die Kirchengeschichte Köschings.
Das Museum Markt Kösching bietet den Besuchern an vielen Stellen die Möglichkeit zum Probieren und Mitmachen.